# Oostelijk Flevoland

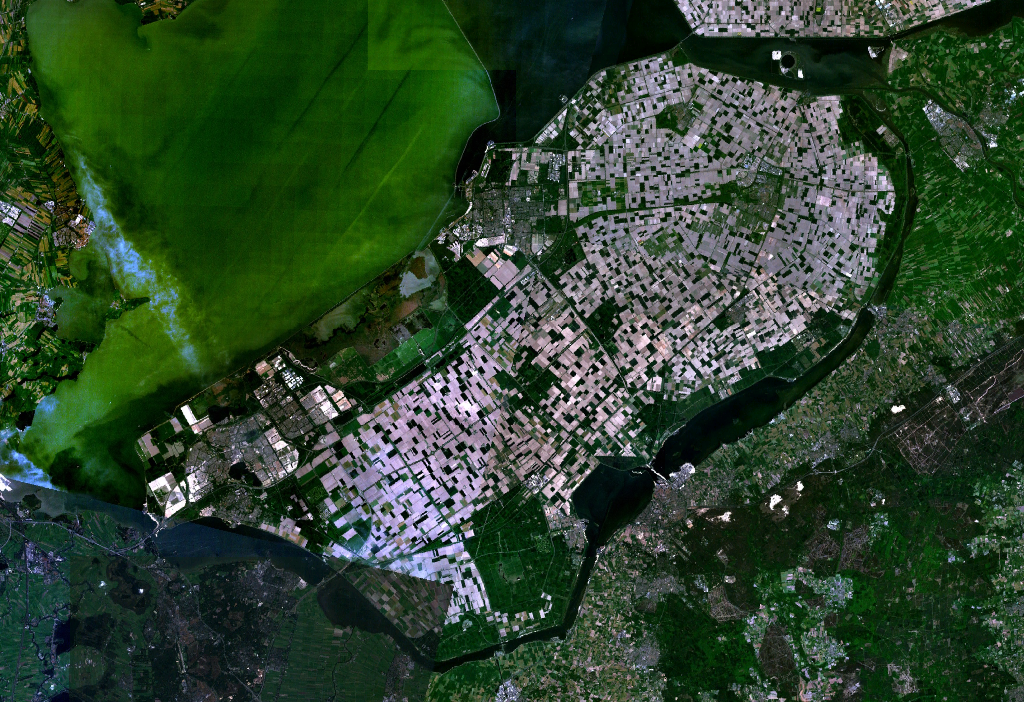
Zuidelijk en Oostelijk Flevoland

Oostelijk Flevoland is de derde droogmakerij (of polder) die is aangelegd in het kader van de Zuiderzeewerken, en is heden onderdeel van de Nederlandse provincie Flevoland. Oostelijk Flevoland wordt omgeven door: het Ketelmeer, het Vossemeer, het Drontermeer, het Veluwemeer (de Randmeren), de Knardijk en het IJsselmeer. Op 1 januari 2007 had Oostelijk Flevoland 110.270 inwoners.

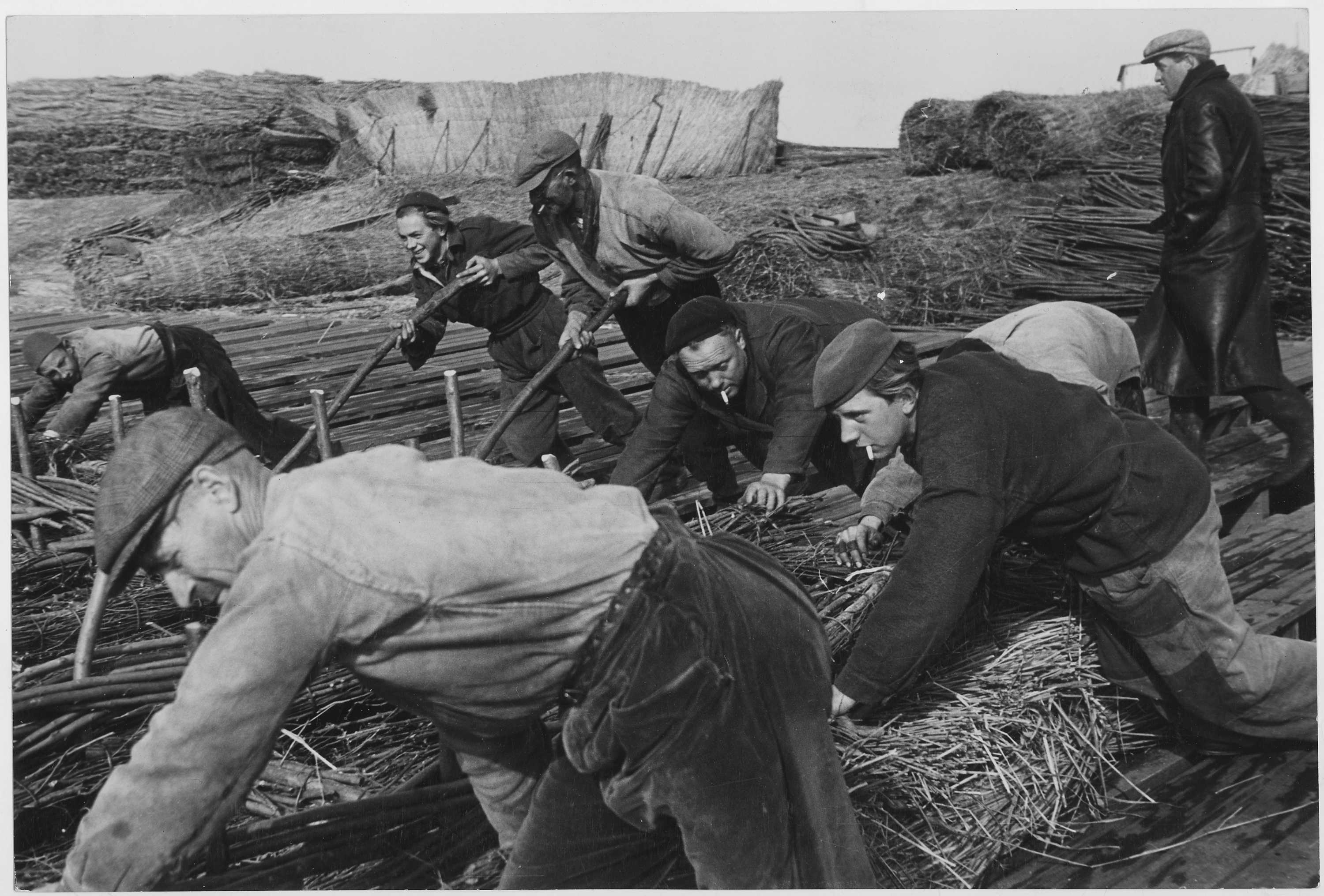
Dijkaanleg ten behoeve van de inpoldering omstreeks 1950. De mannen zijn bezig met het maken van zinkstukken, in elkaar gevlochten griendhout, dat wordt gebruikt om dijkvoeten, met name het deel onder de waterlijn, te beschermen

De polder is aangelegd tussen 1950 en 1957 en heeft een grootte van 540 km². De ontwikkeling van dit gebied gebeurde door de Rijksdienst voor de IJsselmeerpolders (RIJP).
Lelystad is de grootste plaats in deze polder. Daarnaast liggen er nog Biddinghuizen, Dronten en Swifterbant. Oorspronkelijk waren er veel meer dorpen gepland. De belangrijkste weg door de polder is de A6, die Amsterdam via Lelystad met Emmeloord verbindt. Sinds 1988 is Lelystad per spoor via de Flevolijn vanaf Almere te bereiken. Sinds 2012 is ook de Hanzelijn naar Zwolle in gebruik.
Een klein deel van deze polder behoort tot de gemeente Zeewolde, die verder geheel in Zuidelijk Flevoland ligt: het gehucht Harderhaven, bestaande uit een klein haventje met een paar huizen. De Hardersluizen bij Harderhaven zijn als vaarverbinding in de oude dijk inmiddels vervangen door een aquaduct bij Harderwijk.
Namen van plaatsen en wegen zijn vaak afgeleid van plaatsen op het oude land, zoals zoals dat ook elders in Flevoland het geval is: Dronten (polder Dronthen bij Kampen), of de Bijsselseweg in Biddinghuizen (Hoge Bijssel of de buurtschap Lage Bijssel in de gemeente Elburg).